# La Ilustración Guatemalteca
La Ilustración Guatemalteca (Illustration guatémaltèque) est un magazine culturel bihebdomadaire publié au Guatemala du 1er juillet 1896 au 15 juin 1898.
À une époque où seulement 5 % de la population guatémaltèque savait lire, le magazine avait des articles complémentaires destinés à l'élite de la société et décrivait de nombreux épisodes des dernières années de la présidence du général José María Reina Barrios, en particulier la crise économique qui a pris naissance lorsque le café — principale exportation du Guatemala à l'époque — et les prix internationaux de l'argent ont chuté. Il décrivait également l'Exposición Centroamericana (Exposition centraméricaine), un événement organisé par Reina Barrios pour présenter le chemin de fer interocéanique au Guatemala — à une époque où le canal de Panama n'était pas encore construit — et sortir le Guatemala de la crise par le biais d’investisseurs internationaux intéressés à déplacer leurs produits de l'Atlantique vers l'océan Pacifique. Le magazine a présenté une bonne quantité de photos réalisées par Alberto G. Valdeavellano, un pionnier de la photographie du Guatemala.

### 1896-97 : La Illustration Guatemalteca

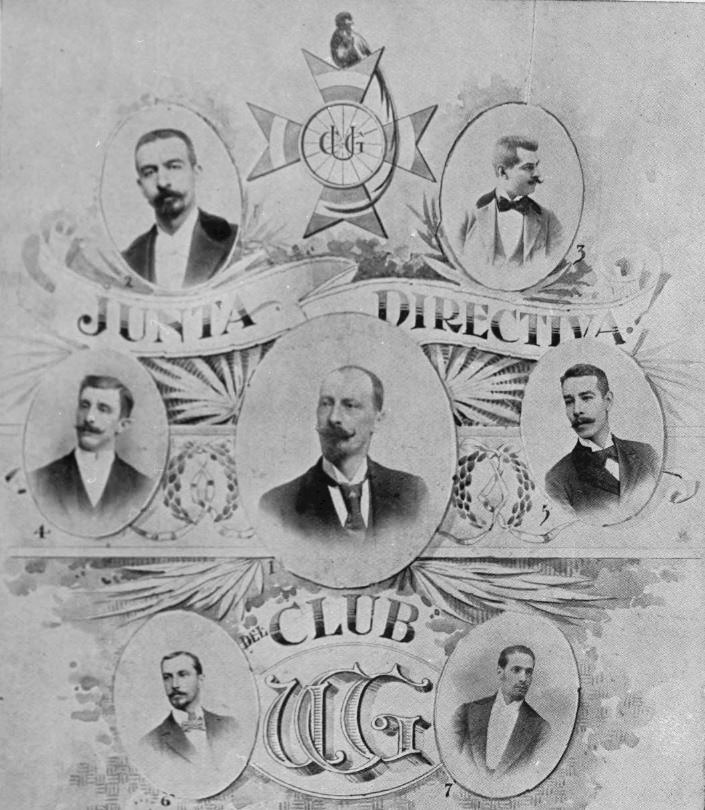
Conseil d'administration du Guatemala Cycling Club, présenté dans La Ilustración Guatemalteca le 15 octobre 1896 La publication a été pionnière en matière de couverture sportive au Guatemala.

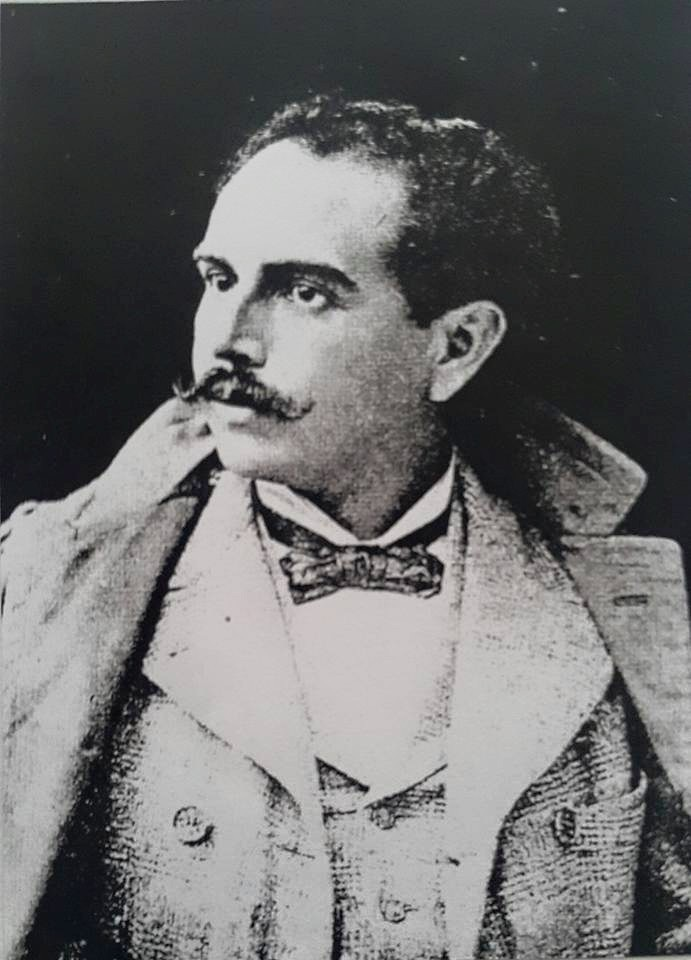
Alberto G. Valdeavellano, photographe.

### 1897-1898 : La Illustration du Pacifique

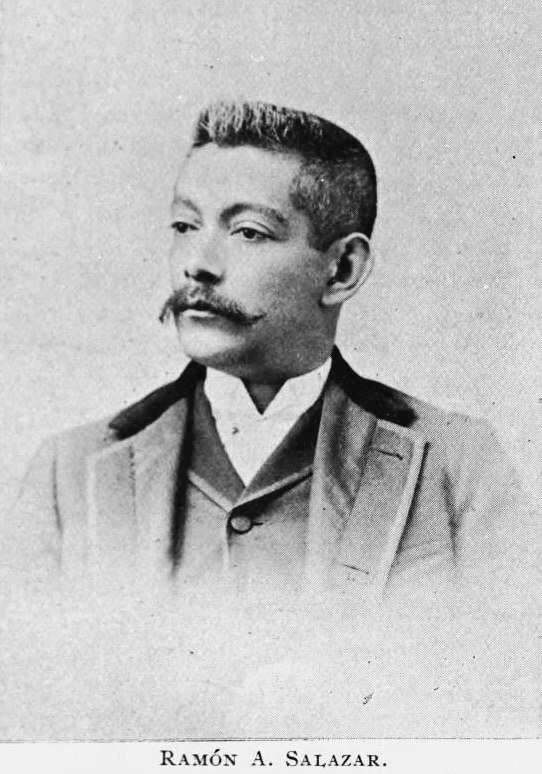
Écrivain et journaliste Ramón A. Salazar, directeur de La Ilustración del Pacífico en 1897–98.

## Galerie
La Ilustración s'est distinguée pour avoir montré des portraits des femmes les plus représentatives de la société guatémaltèque, des groupes d'autochtones guatémaltèques des zones rurales et des meilleurs étudiants des différents établissements d'enseignement du pays. La plupart des photos ont été prises par le photographe Alberto G. Valdeavellano (1861-1928).

### Mondains

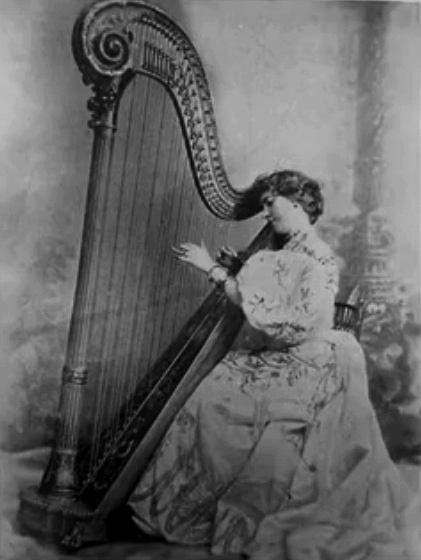
Algeria Benton de Reyna, artiste américaine et épouse du général Reina Barrios
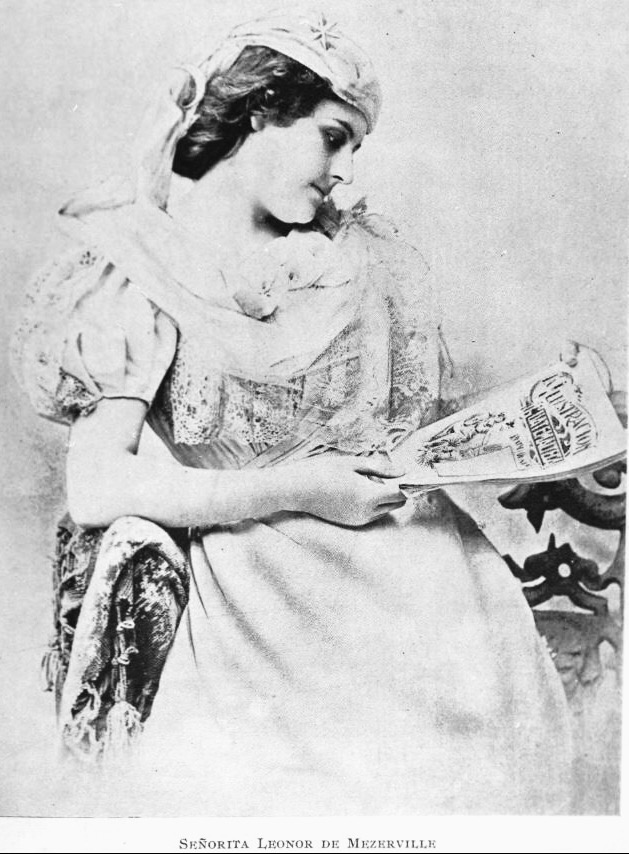
Mlle Leonor de Mezerville
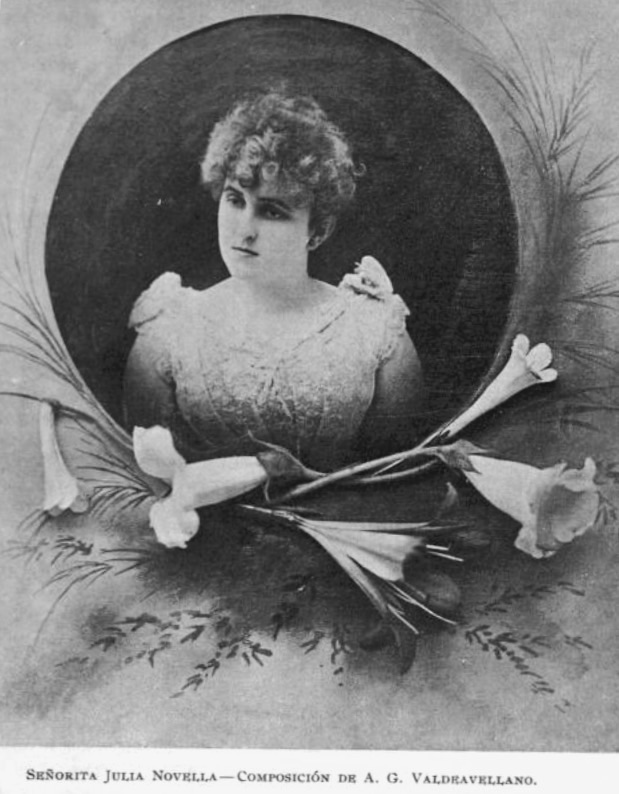
Mlle Julia Novella
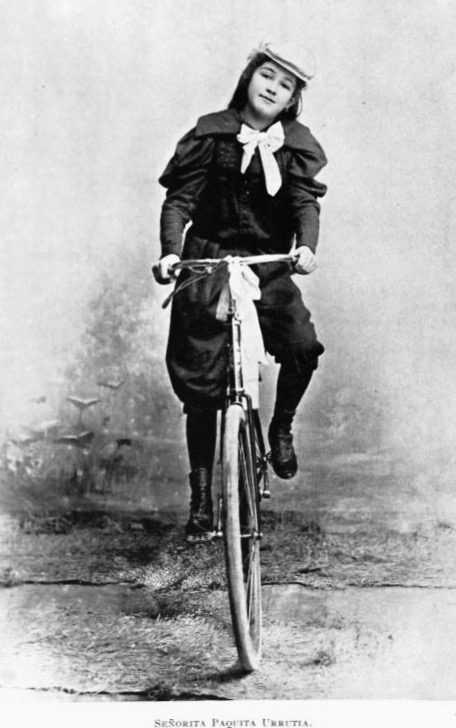
Paquita Urrutia, fille du célèbre ingénieur Claudio Urrutia

### Indigènes du Guatemala

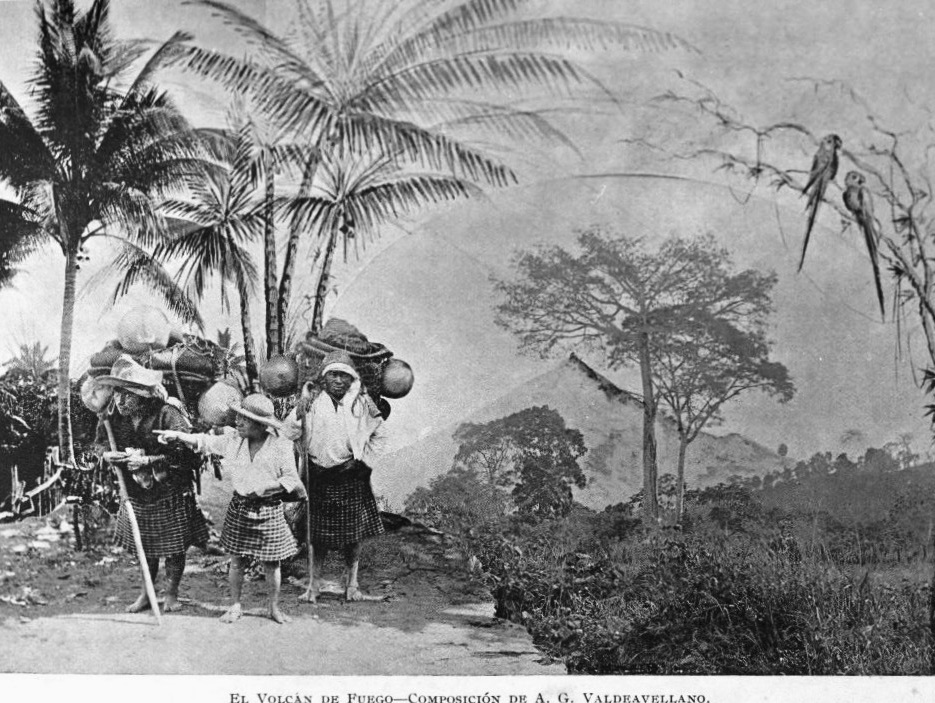
Alotenango, avec le Volcán de Fuego en arrière-plan
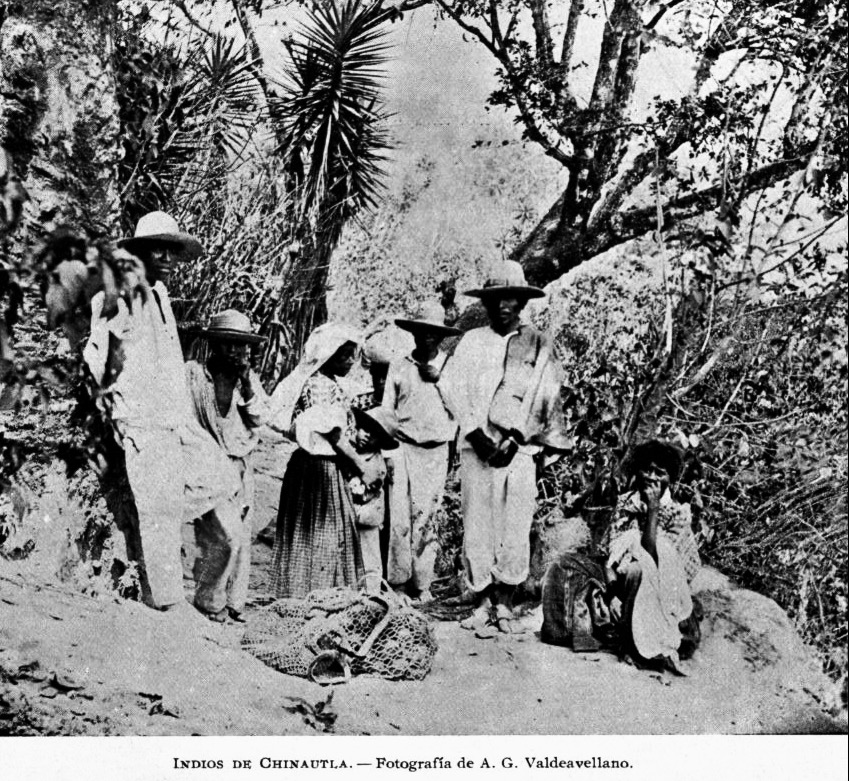
Chinautla
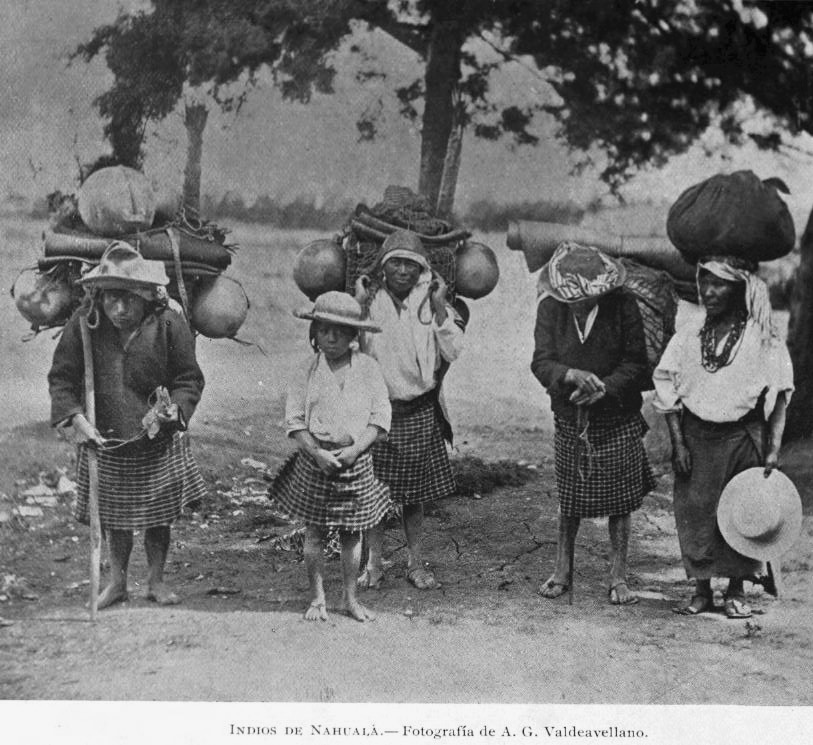
Nahuala
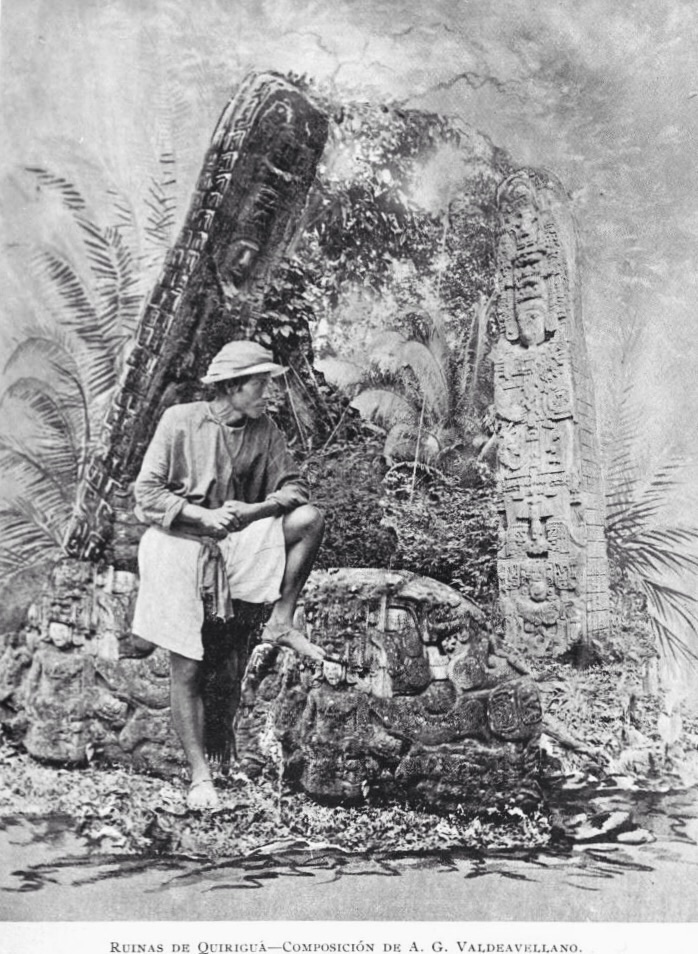
Quiriguá

### Étudiants exceptionnels

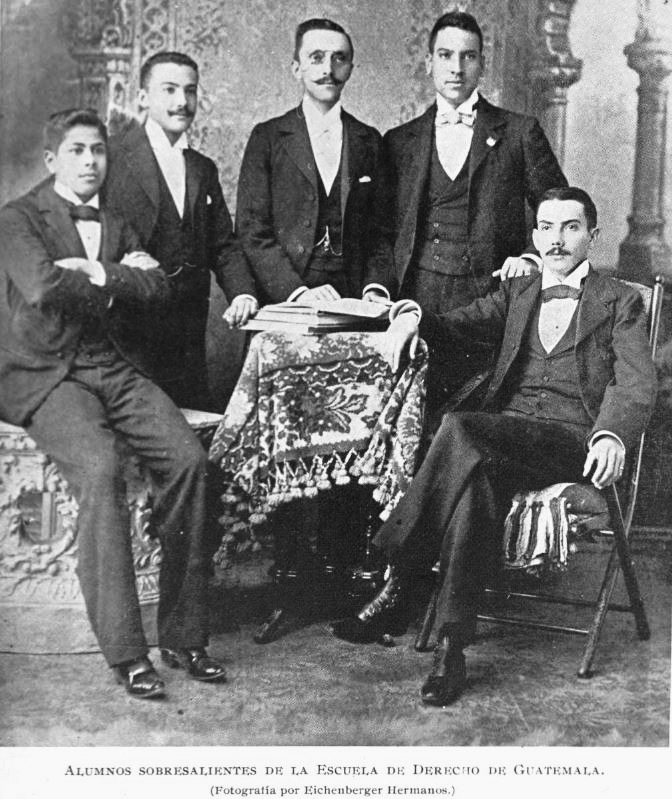
Étudiants en droit de l'Universidad Nacional.
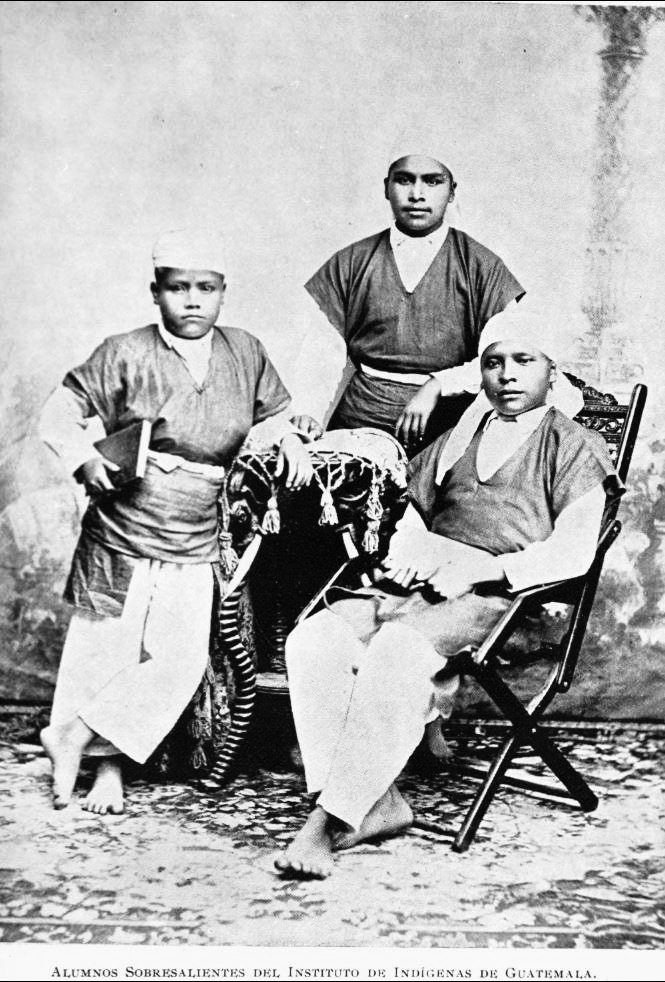
Étudiants de l'école agricole indigène
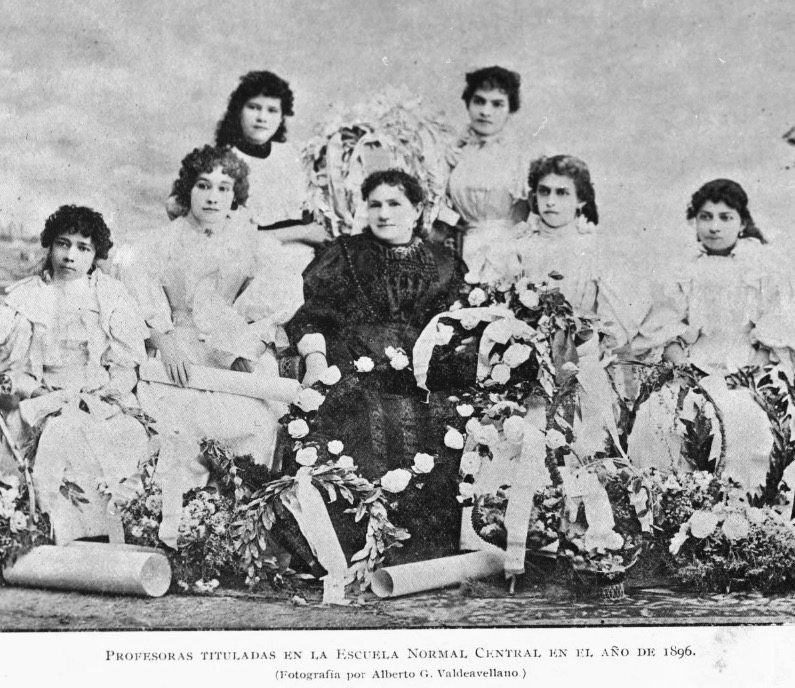
Élèves de l'Institut Normal des Dames

### Général José María Reina Barrios

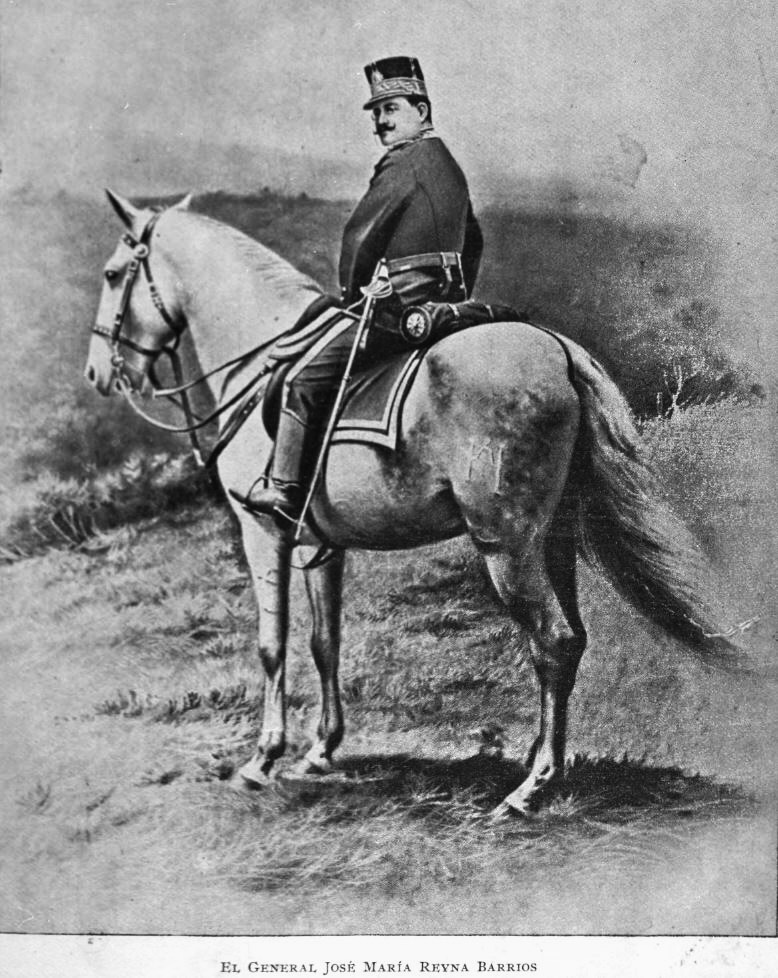
Le général Reina Barrios lors d'exercices militaires le 28 juin 1896. Il s'agissait des premières photographies instantanées jamais prises au Guatemala; photo par Alberto G. Valdeavellano.
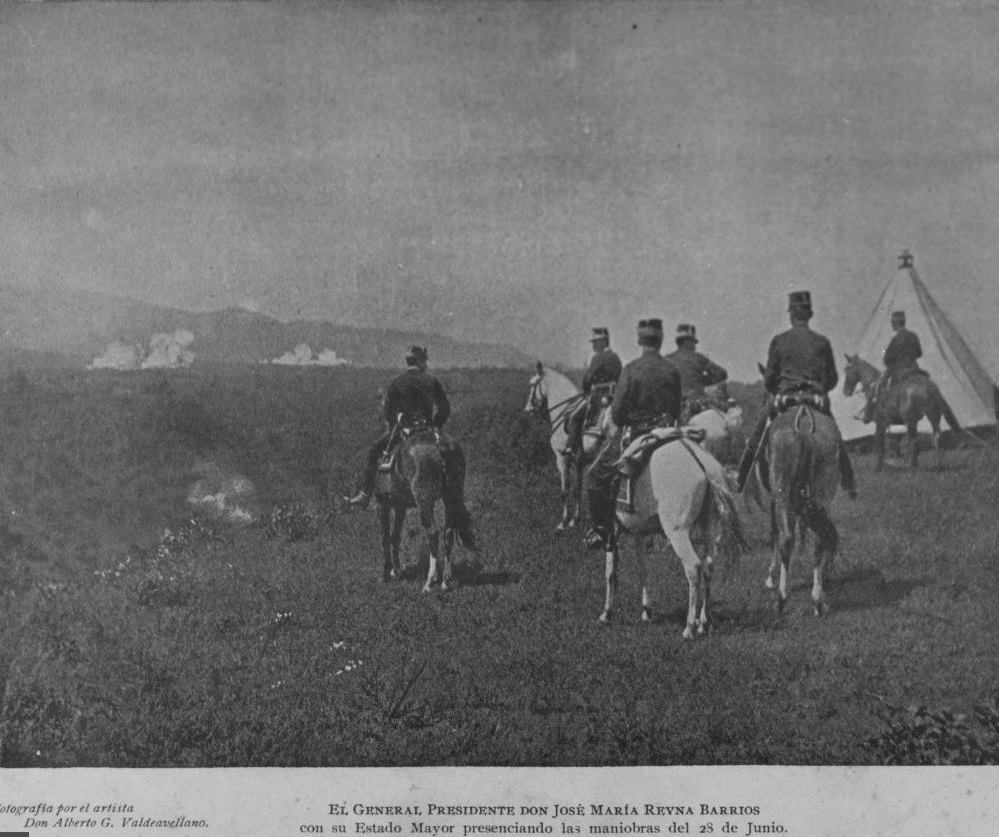
Une autre perspective des exercices militaires.
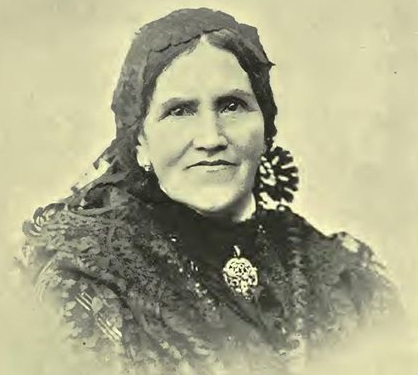
Celia Barrios de Reina, mère du général Reina Barrios et sœur de l'ancien président Justo Rufino Barrios. 1897.
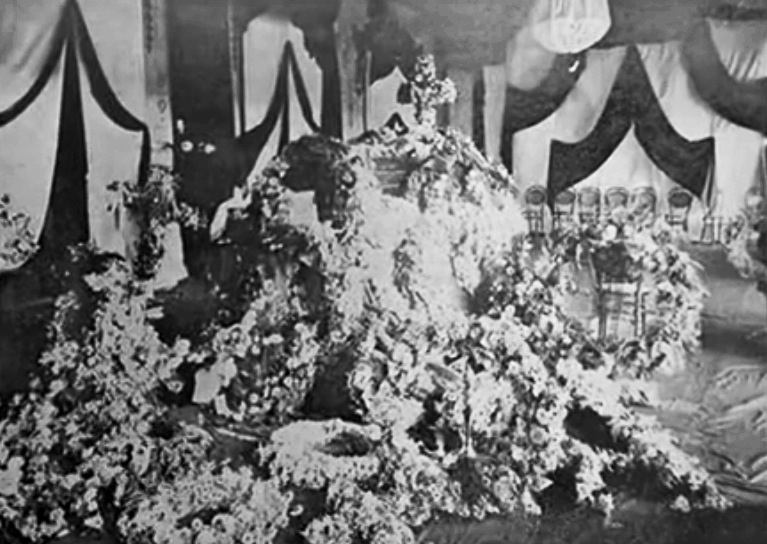
Le sillage de Celia Barrios de Reina. 1897.